# Бегач
Бега́ч (укр. Бігач) — село в Черниговском районе Черниговской области Украины. Население 518 человек. Занимает площадь 1,76 км². Протекает одноименная река (приток Снова).
В селе находится Троицкая церковь, построенная в 1787 году.
17 июля 2020 года в результате административно-территориальной реформы Бегачский сельский совет вошёл в состав Черниговского района Черниговской области.

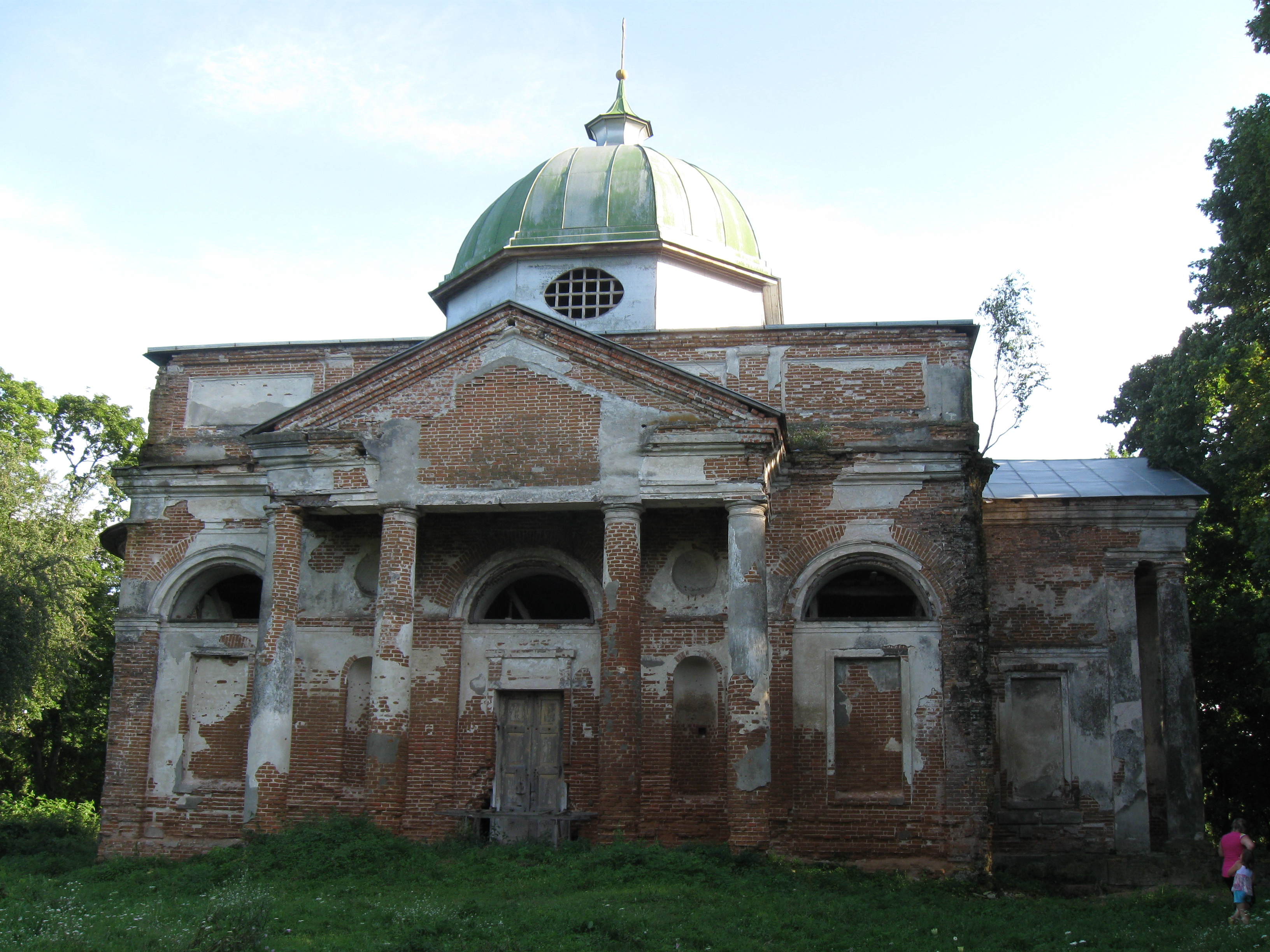
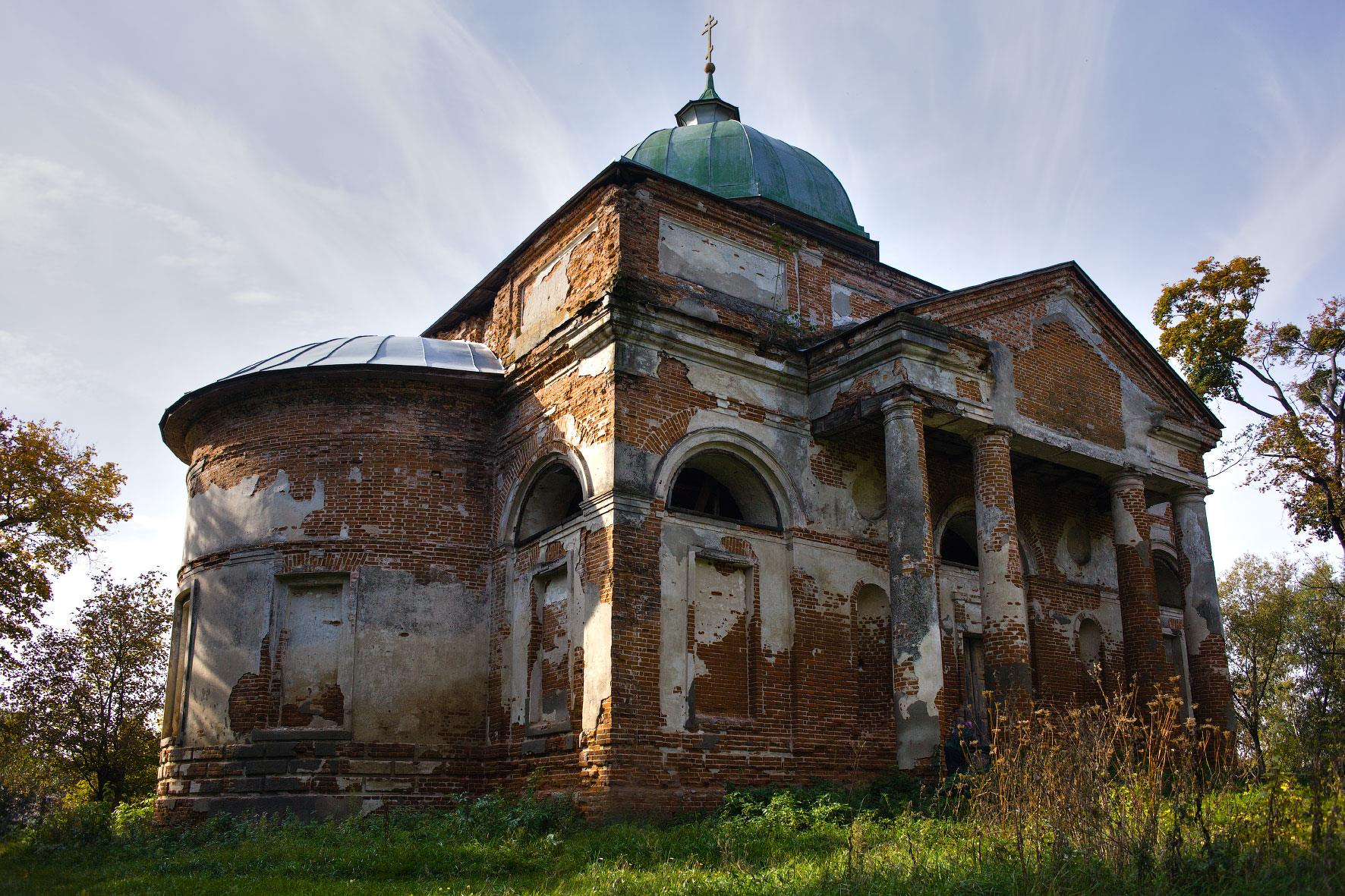
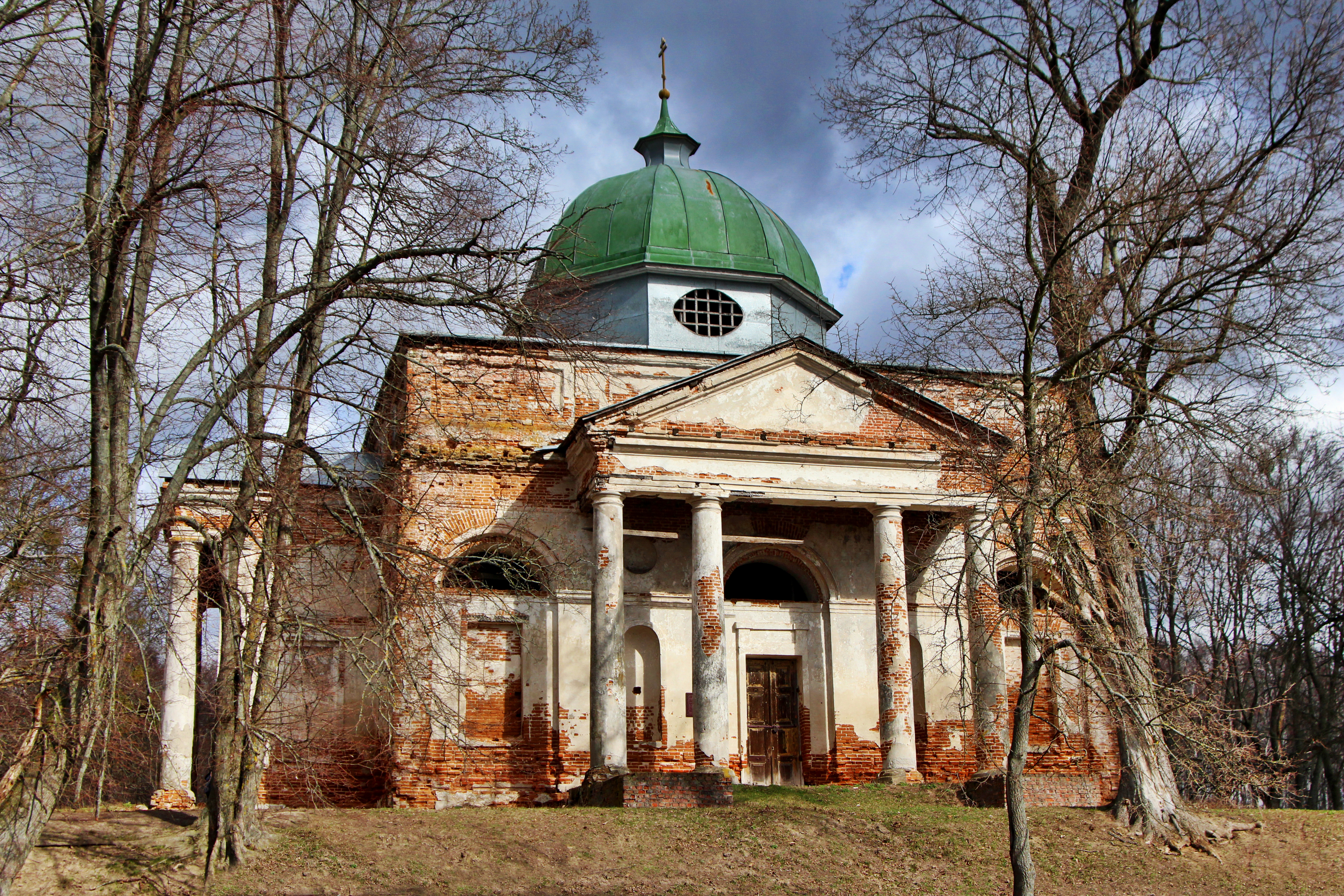
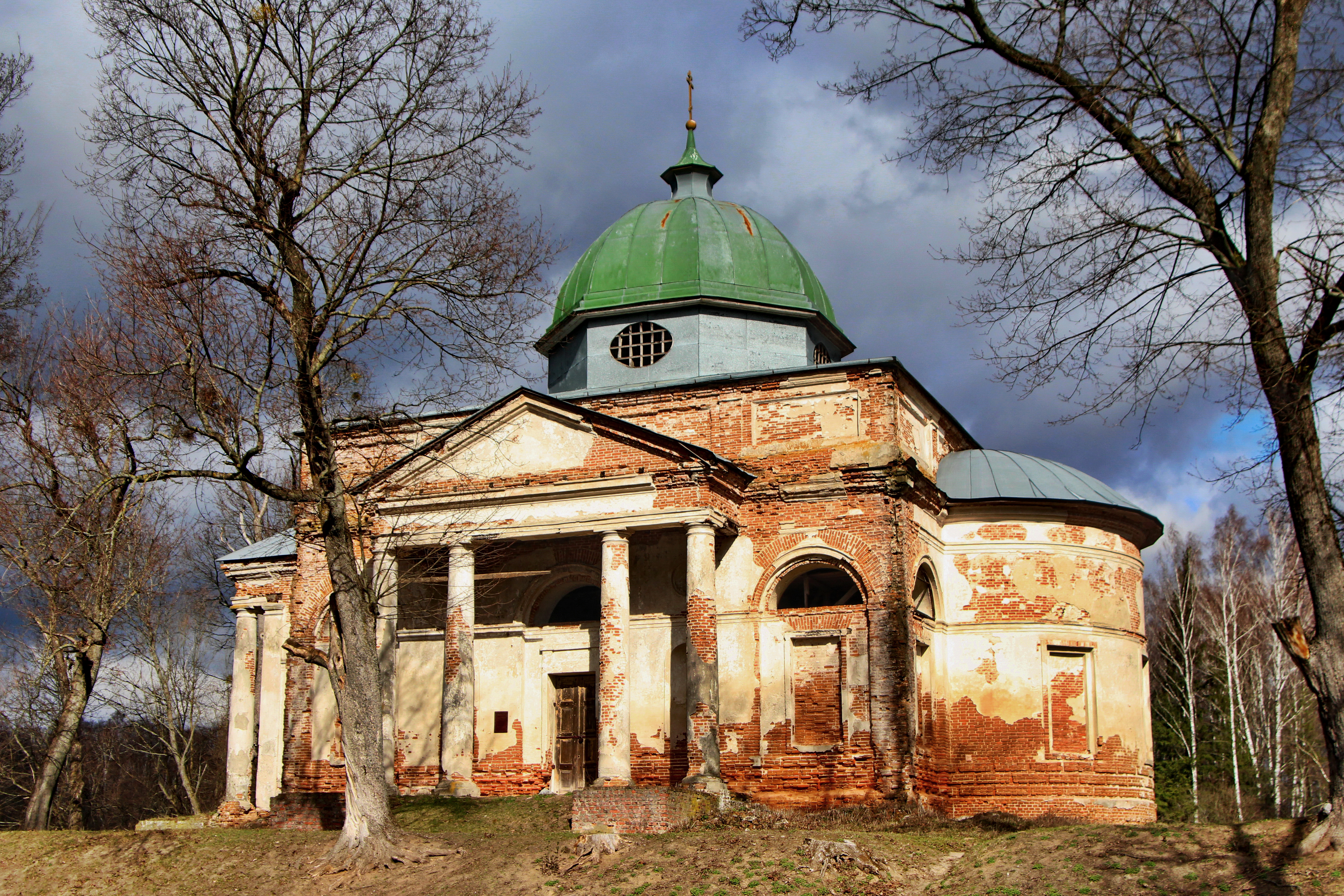